# Xiangtan (Kreis)
Der Kreis Xiangtan (湘潭县,  Xiāngtán Xiàn) ist ein Kreis, der zum Verwaltungsgebiet der bezirksfreien Stadt Xiangtan im Osten der chinesischen Provinz Hunan gehört. Der Kreis hat eine Fläche von 2.513 km² und zählt 868.500 Einwohner (Stand: Ende 2018). Sein Hauptort ist die Großgemeinde Yisuhe (易俗河镇).